# ليغا برو 1998-99
ليغا برو 1998-99 (بالبرتغالية: Liga de Honra de 1998–99‏) هو موسم من ليغا برو. فاز فيه نادي جل فيسنتي.